# Architecture néoclassique en Allemagne

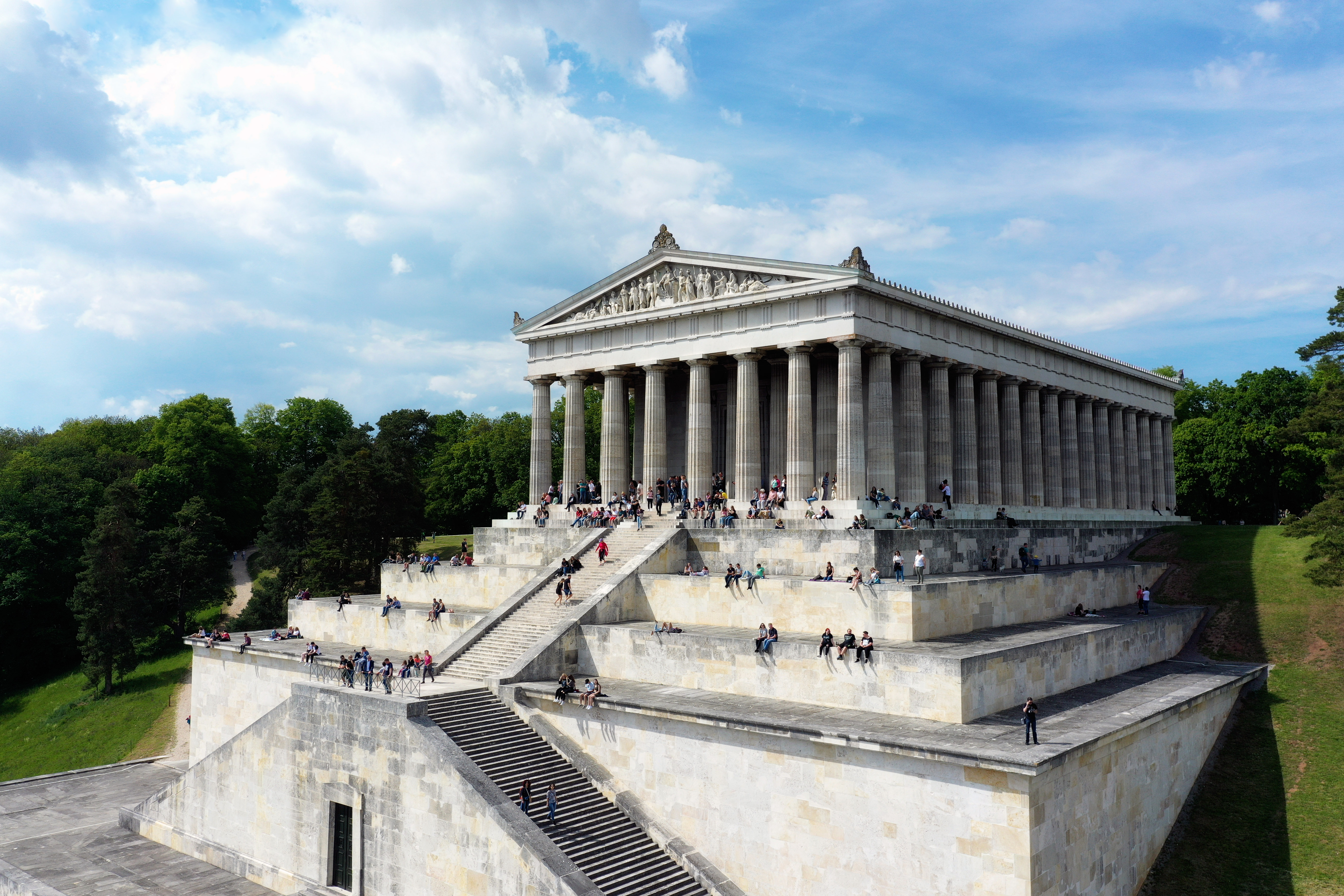
La Walhalla, construit entre 1830 et 1842 par Leo von Klenze.

L'architecture néo-classique en Allemagne apparait aux alentours de 1770 et prend fin vers le milieu du XIXe siècle. Le néo-classisme en architecture se développe parallèlement au romantisme (ce dernier se manifestant par les goût des fabriques et folies néogothiques, prenant parfois la forme de fausses ruines médiévales ou antiques) alors que les architectes européens commencent à recevoir des formations académiques, et que les traités ainsi que les ouvrages divers sur l'architecture connaissent une bien plus large diffusion en Europe. Le néo-classicisme européen (hormis le cas spécifique de l'Angleterre) est une réaction aux excès baroques ou rococo. Ce dernier style, importé de France (sous le nom de rocaille ou style Louis XV), ayant pris un essor particulier en Allemagne au XVIIIe siècle aux côtés du baroque et se caractérisait par la prédominance d'une ornementation fantaisiste, florissante au détriment de la clarté et de la lisibilité des formes architecturales. Ainsi, l'architecture néo-classique apparait comme une volonté de comprendre par la pratique l'architecture antique, qui fut en quelque sorte redécouverte au milieu du XVIIIe siècle par la prise de conscience de sa diversité formelle, non seulement au sein de l'Empire romain, mais également en prenant en compte l'architecture classique élaborée par les Grecs, qui différait en de nombreux points des monuments légués par les Romains. Cette découverte de l'architecture grecque fut permise par le voyage de deux Anglais, Nicholas Revett et James Stuart, entre 1751 et 1755, et qui publièrent leurs relevés de temples athéniens en 1762. Cet ouvrage comprenait ainsi des vues et plans d'une grande précision, et fut à l'origine du mouvement néo-grec en Angleterre, puis en Allemagne où il fut en faveur surtout à Munich et à Berlin au début du XIXe siècle grâce à de talentueux architectes, comme Karl Friedrich Schinkel (architecte précurseur du néogothique également), concepteur entre autres de l'Altes Museum à Berlin (1823-1830), ou encore Leo von Klenze, qui réalisa la Walhalla dans les environs de Ratisbonne entre 1830 et 1842,,.

## Historique

### XVIIIesiècle

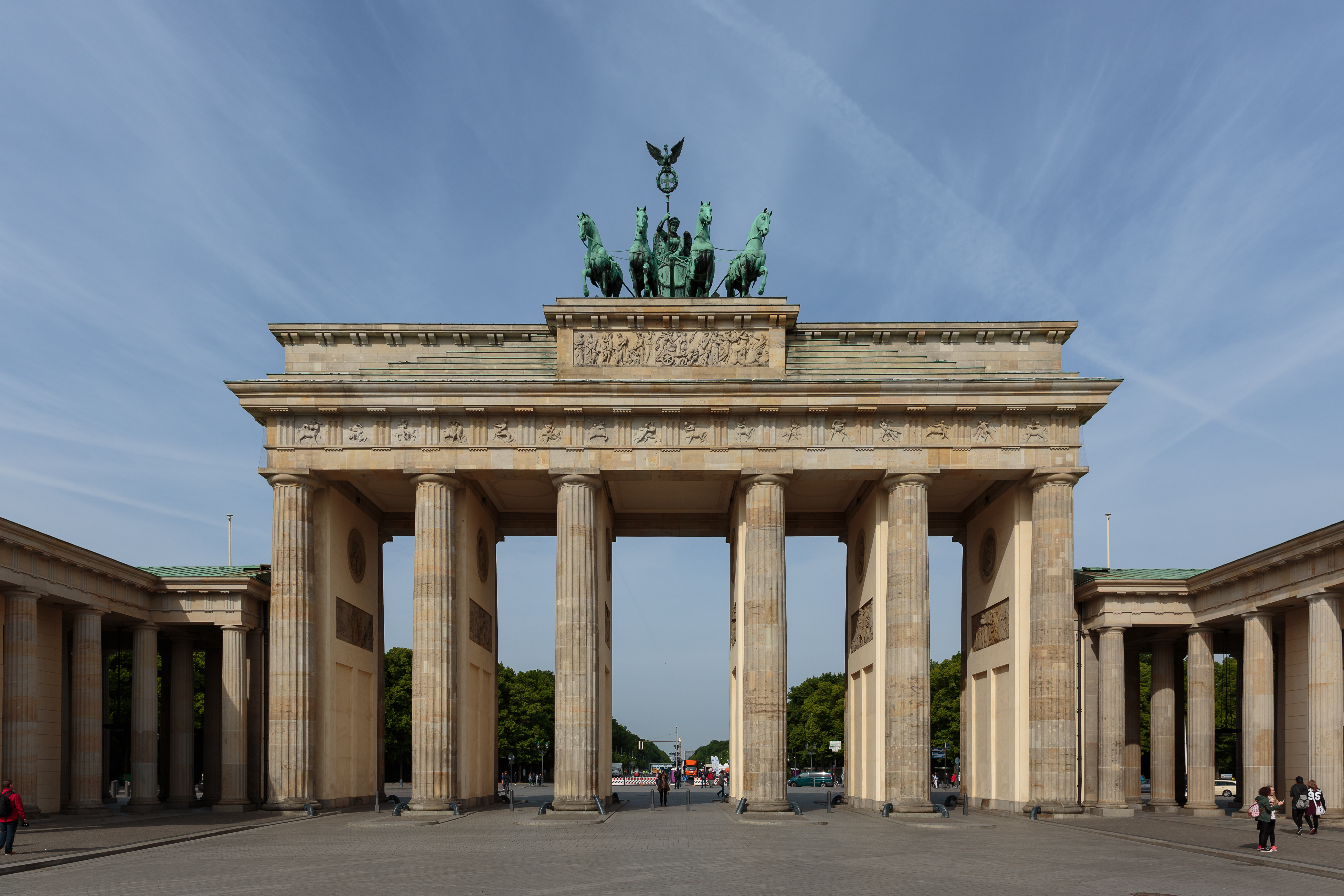
La porte de Brandebourg, construite en 1791 à Berlin.

Le début du XVIIIe siècle se caractérise par le triomphe de l'architecture baroque de la contre-réforme, importée d'Italie par l'intermédiaire de l'Autriche et de la Bavière, très majoritairement catholiques, et qui connut un grand essor en Allemagne luthérienne, tant dans l'architecture privée (résidence de Würzburg construite entre 1720 et 1744) que religieuse (Frauenkirche de Dresde, église protestante construite entre 1726 et 1738). Cette architecture baroque se mêle au style rocaille qui désigne toute influence française, tant sur le plan ornemental (décoration capricieuse, abondante, tourmentée) que sur celui de la composition (simplicité, dignité, respect des canons classiques, qui sont des traits communs de l'académisme architectural français développé sous Louis XIV). Cette influence française prend corps véritablement à partir des années 1720, et jouera un rôle majeur dans le développement progressif de l'architecture néoclassique en Allemagne à partir de la seconde moitié du XVIIIe siècle, après les excès baroques révélant les libertés prises face au modèle français. L'Allemagne, sous la houlette du Saint-Empire romain germanique, ne constitue pas un Etat unifié au XVIIIe siècle, ce qui transparait dans l'évolution des arts tout au long du siècle, à rebours de la politique centralisatrice française qui impose une même architecture dans l'ensemble du royaume. Ainsi, la francophilie de Frédéric II en Prusse modère les tourments rocaille du petit palais de Sanssouci construit entre 1745 et 1747, tandis qu'en Saxe, l'architecture baroque se débride avec la construction, certes antérieure, du Zwinger entre 1711 et 1722, commandé par Auguste II, dont la profusion des ornements s'éloigne tout à fait de la discrétion recherchée par le roi de Prusse (comparaison proportionnée à leurs moyens respectifs).

C'est sous l'influence conjointe de la France et de l'Angleterre, restée fidèle au classicisme palladien depuis le XVIIe siècle jusqu'au milieu du XVIIIe siècle, ce style étant alors supplanté par le néogrec ainsi que par le néogothique, que l'Allemagne entre dans la voie du néo-classicisme. Les ouvrages de Winckelmann, notamment les Pensées sur l'imitation des œuvres grecques dans la peinture et dans la sculpture (1755) et l'Histoire de l'art dans l'antiquité (1764) qui eurent une influence déterminante dans la direction que devaient prendre l'art et l'architecture allemandes. Le Palais de marbre, édifié en 1786 à Potsdam par Carl von Gontard, constitue une des premières réalisations purement néo-classiques, d'une grande simplicité. Carl Gotthard Langhans prendra le même parti néo-classique, mâtiné d'une influence néo-grecque naissante, dans la réalisation de la porte de Brandebourg à Berlin entre 1788 et 1791. A Dresde, cité baroque par excellence, le néo-classicisme est représenté par Friedrich August Krubsacius, qui construisit le parlement de la ville, et par Friedrich Wilhelm von Erdmannsdorff, qui aménagea le parc du château de Wörlitz, dans lequel le commanditaire, le prince d'Anhalt-Dessau, fit construire des folies : la Maison gothique, inspirée du gothique anglais ou encore le temple de Flore, d'inspiration classique.

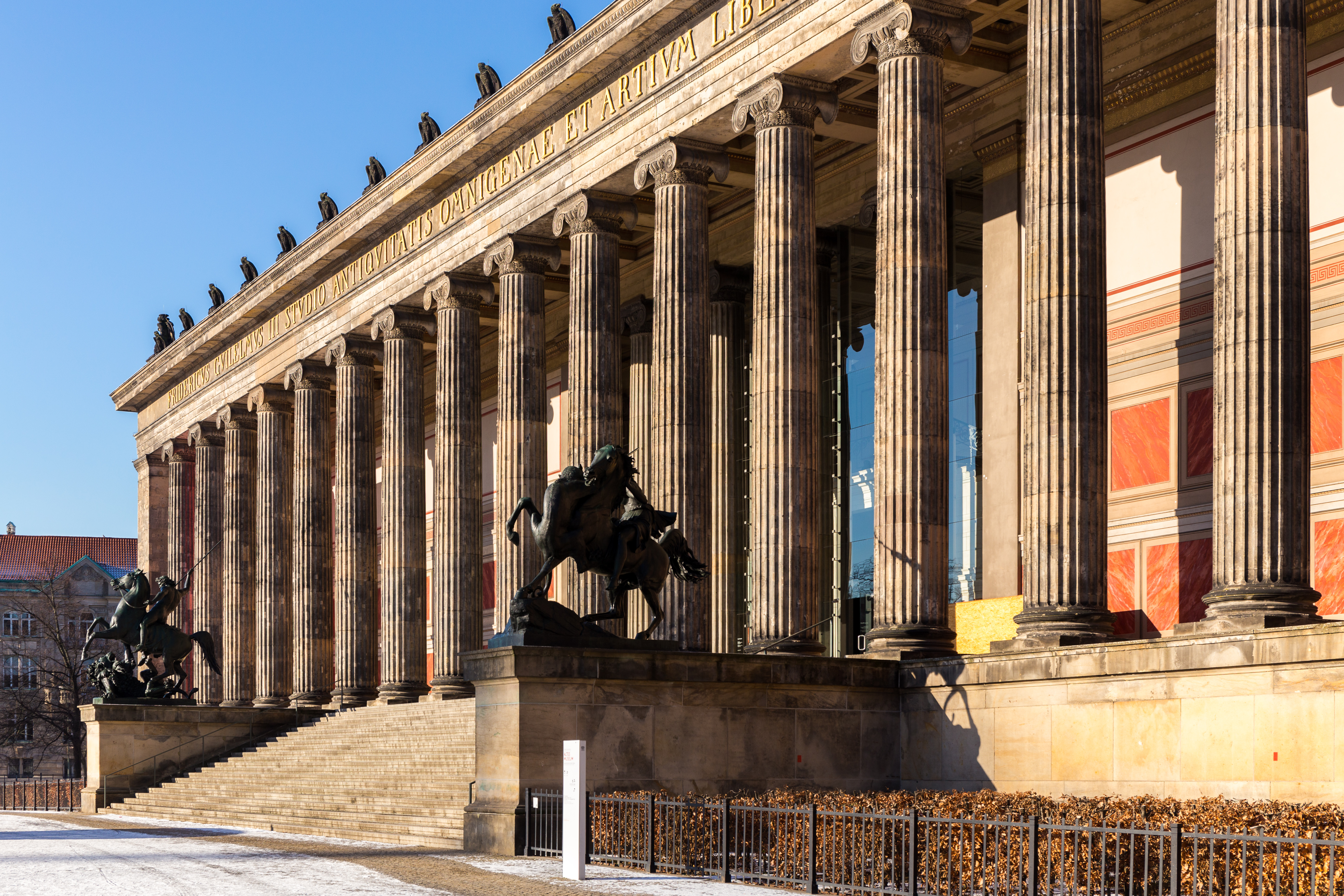
L'Altes Museum, construit en 1830 à Berlin.

### XIXesiècle
Karl-Friedrich Schinkel, inspiré par l'architecture grecque, œuvra majoritairement à Berlin, où il travailla à concevoir des édifices tout à la fois pratiques, fonctionnels et en adéquation avec l'idéal néo-classique fondé en partie sur le respect de systèmes de proportions notamment hérités de la codification des ordres gréco-romains. Cela impliquait une rigueur alliée à une grande souplesse d'esprit, et passa maître dans l'architecture néogothique en réalisant notamment l'église de Friedrichswerder, tandis qu'il manifestait son goût pour les formes grecques dans le corps de garde ou l'Altes Museum, construits tous trois à Berlin. Schinkel tient également à une insertion cohérente de ses édifices dans le tissu urbain existant, notamment dans les rapports d'échelle, tenant à bannir toute monumentalité excessive, cherchant à imposer sans écraser,.

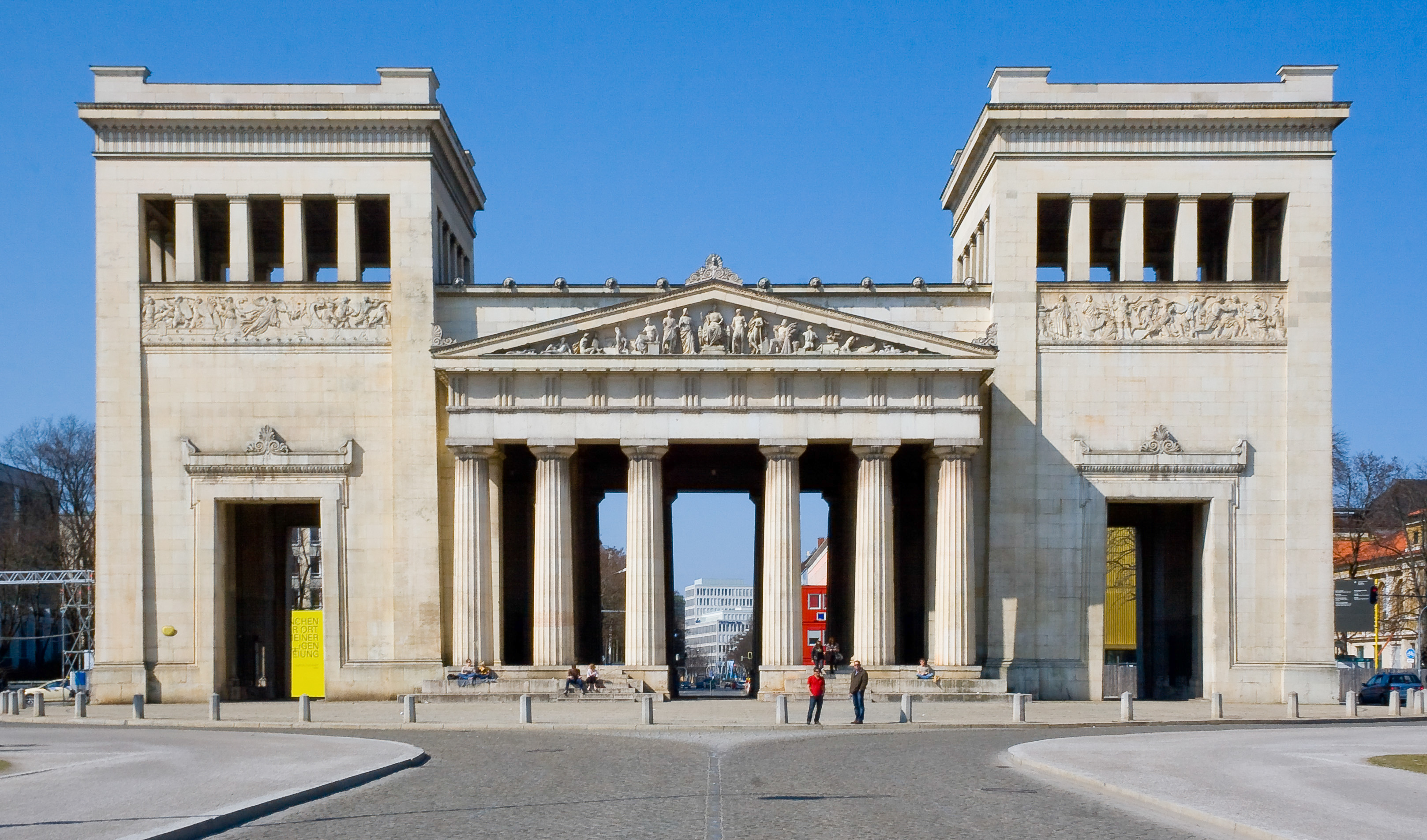
Les Propylées de Munich, construites entre 1846 et 1850.

A Munich, Leo von Klenze profite de ses bonnes relations avec Louis Ier de Bavière et participe activement à la rénovation audacieuse de la ville à partir de la première moitié du XIXe siècle, en tenant à la mise en valeur de ses édifice en les isolant de façon qu'ils dominent leur environnement. Il réalise notamment les Propylées entre 1846 et 1850, dans un style néo-grec imprégné d'influences égyptiennes. Toutefois, c'est bien le rapport entre l'identité des Grecs antiques et des anciens Germains que Klenze veut symboliser à travers ses édifices néo-grecs, dont le plus important est sans conteste la Walhalla (1830-1842), œuvre commémorative en l'honneur des génies de la nation allemande, dont le rapport particulier au paysage environnant est marqué par la dimension romantique de l'œuvre de Klenze, ce dernier fait en effet appel à l'imaginaire mythique en concevant un escalier monumental constituant le socle sur lequel repose le temple dominant toute la vallée. La Walhalla, très inspirée du Parthénon d'Athènes, abrite une vaste salle dont les murs sont revêtus de marbre pourpre et ornés de 191 bustes de scientifiques, écrivains, compositeurs, religieux et artistes allemands,.
À partir des années 1830 et 1840, l'architecture néo-classique s'efface en Allemagne au profit du néogothique et surtout du néorenaissance, qui voit son expression se codifier grâce aux recueils de modèles qui permettent de diffuser les mêmes planches de relevés architecturaux, la plupart du temps effectués sur des édifices de brique de la première Renaissance italienne. Ainsi, le premier ouvrage synthétique sur la question, Essai sur les constructions en brique en Italie par Ludwig Runge, voir le jour en 1848. L'Académie d'architecture de Berlin réalisée par Schinkel entre 1831 et 1836 ou encore l'ancienne Pinacothèque de Munich réalisée par Léo von Klenze entre 1826 et 1836 constituent de bons exemples du revirement des architectes vers la Renaissance comme nouvelle source d'inspiration, bien qu'une synthèse avec le néo-classicisme soit souvent de mise, à l'image de l'ancien opéra de Dresde, construit par Gottfried Semper entre 1838 et 1841.